# Kateřina Valková
Kateřina Valková (* 6. Februar 1996 in Pilsen) ist eine tschechische Volleyball- und Beachvolleyballspielerin. Die Zuspielerin spielte von 2021 bis 2023 beim Bundesligisten USC Münster.

## Karriere Halle
Valková begann ihre Karriere 2008 bei SK 15. ZŠ Plzeň. Von 2013 bis 2018 spielte sie für TJ Ostrava. In der Saison 2017/18 wurde die Zuspielerin mit dem Verein Dritte der tschechischen Liga. Anschließend wechselte sie zu PVK Olymp Prag. Mit dem Verein erreichte sie das Pokal-Halbfinale und den vierten Platz in der Extraliga. 2019 wechselte sie zum deutschen Bundesligisten VfB 91 Suhl, fiel aber nach einem Kreuzbandriss im November für den Rest der Saison aus. Danach ging sie zurück nach Tschechien zu VK UP Olomouc, mit dem sie auch in der Champions League spielte und 2021 den nationalen Pokal gewann. Anschließend kehrte sie zurück in die deutsche Bundesliga zum USC Münster. 2023 wechselte Valková in die italienische „Serie A“ zu Uyba Volley Busto Arsizio.
Valková ist seit 2015 auch in der tschechischen Nationalmannschaft aktiv.

## Karriere Beach
In jungen Jahren war Valková vor allem im Beachvolleyball aktiv. 2012 nahm sie mit Jana Forejtová an der U18-Europameisterschaft in Brünn teil. 2013 spielte sie mit Markéta Bendíková bei der U21-Weltmeisterschaft in Umag. Im gleichen Jahr wurde sie bei den Europameisterschaften der U20 in Vilnius (mit Nicole Dostálová) und U18 in Maladsetschna (mit Kristýna Adamčíková) jeweils Fünfte. Adamčíková/Valková erreichten 2014 bei den Olympischen Jugendspielen in Nanjing das Viertelfinale und wurden bei der U19-WM in Porto Vierte. Bei der U22-EM 2015 in Macedo de Cavaleiros wurde Valková mit Dostálová Neunte. Außerdem spielte sie zwei CEV-Satellite-Turniere. 2016 nahm sie mit Martina Jakubšová am Major-Turnier der FIVB World Tour in Klagenfurt teil. Auf der World Tour 2017 absolvierte sie mit Diana Žolnerčíková zwei Ein-Sterne-Turniere in Daegu und Ulsan.